# Susan Clark
Pour les articles homonymes, voir Clark.
Susan Clark est une actrice et productrice canadienne née le 8 mars 1943 à Sarnia, en Ontario (Canada).

## Biographie
Son premier mari fut Robert L. Joseph, dont elle fut l'épouse du 12 décembre 1970 au 15 novembre 1973. Elle a ensuite eu une relation amoureuse avec l'acteur Burt Reynolds, avant de se remarier avec le joueur de football américain, Alex Karras, jusqu'au décès de celui-ci, le 10 octobre 2012. En 2007, elle met un terme définitif à sa carrière d'actrice du fait que trop peu de propositions de rôles lui sont faites[réf. nécessaire].

## Filmographie

### Actrice

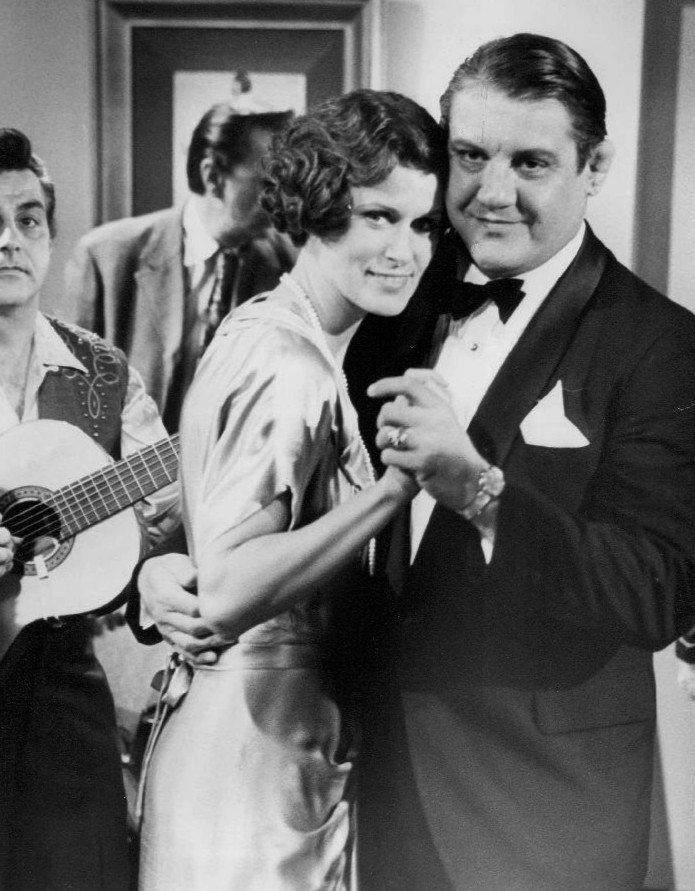
Susan Clark et son mari Alex Karras en 1975.

#### Cinéma
- 1967 : Banning : Cynthia Linus
- 1968 : Police sur la ville (Madigan) de Don Siegel : Tricia Bentley
- 1968 : Un shérif à New York (Coogan's Bluff) de Don Siegel : Julie Roth
- 1969 : Willie Boy (Tell Them Willie Boy Is Here) d'Abraham Polonsky : Dr Elizabeth Arnold
- 1970 : Skullduggery de Gordon Douglas : Dr Sybil Greame
- 1970 : Le Cerveau d'acier (Colossus: The Forbin Project) de Joseph Sargent : Dr Cleo Markham
- 1971 : Valdez (Valdez Is Coming) d'Edwin Sherin : Gay Erin
- 1971 : Skin Game de Paul Bogart et Gordon Douglas : Ginger / Miss Abigail Blodgett
- 1973 : Duel dans la poussière (Showdown) : Kate Jarvis
- 1974 : Le flic se rebiffe (The Midnight Man) : Linda Thorpe
- 1974 : 747 en péril (Airport 1975) de Jack Smight : Helen Patroni
- 1975 : La Fugue (Night Moves) d'Arthur Penn : Ellen Moseby
- 1975 : Le Gang des chaussons aux pommes (The Apple Dumpling Gang) de Jack M. Bickham : Magnolia 'Dusty' Clydesdale
- 1979 : Promises in the Dark de Jerome Hellman : Fran Koenig
- 1979 : Meurtre par décret (Murder by Decree) de Bob Clark : Mary Kelly
- 1979 : The North Avenue Irregulars : Anne Woods, Church Secretary / Rookie, Irregular
- 1979 : Cité en feu (City on Fire) d'Alvin Rakoff : Diana Brockhurst-Lautrec
- 1980 : Double Negative de George Bloomfield : Paula West
- 1981 : Nobody's Perfekt : Carol
- 1982 : Porky's de Bob Clark : Cherry Forever (Mlle Chaton Fourre-tout)
- 1995 : Butterbox Babies : Lila Young

#### Télévision
- 1967 : Le Virginien : saison 05 épisode 22 - (Mélanie) : Mélanie Kohler
- 1968 : Something for a Lonely Man (en) : Mary Duren
- 1970 : The Challengers : Catherine 'Cat' Burroughs
- 1971 : Columbo - Attente (Lady in Waiting) : Beth Chadwick
- 1972 : The Astronaut : Gail Randolph
- 1972 : Poet Game : Diana Howard
- 1973 : Trapped : Elaine Moore
- 1974 : Double Solitaire : Barbara Potter
- 1975 : Babe : Mildred 'Babe' Didrikson Zaharias
- 1976 : McNaughton's Daughter : Laurel McNaughton
- 1976 : Amelia Earhart : Amelia Earhart
- 1980 : Jimmy B. & André : Stevie
- 1981 : The Choice : Kay Clements
- 1981 : Sherlock Holmes : Madge Larrabee
- 1982 : Maid in America
- 1982 : Maid in America : Catherine Abel
- 1983 : Webster : Katherine Calder-Young Papadapolis
- 1991 : Arabesque : Meredith Hellman
- 1994 : L'Enfer blanc (Snowbound: The Jim and Jennifer Stolpa Story) : Muriel Mulligan
- 1994 : Tonya & Nancy: The Inside Story : LaVona Harding

### Productrice

#### Télévision
- 1980 : Jimmy B. & André
- 1981 : Word of Honor (en)